# Itana Grbić
Itana Grbić (født 1. september 1996 i Podgorica) er en kvindelig montenegrinsk håndboldspiller, der spiller for franske Brest Bretagne Handball og Montenegros kvindehåndboldlandshold. Grbić er lillesøster til den montenegrinske fodboldspiller Petar Grbić.